# Сагвичио (Сенакский муниципалитет)
Сагвичио (груз. საგვიჩიო) — село в Грузии, на территории Сенакского муниципалитета края (мхаре) Самегрело-Верхняя Сванетия.

## География
Село находится в западной части Грузии, на левом берегу реки Риони, на расстоянии приблизительно 10 километров (по прямой) к юго-западу от города Сенаки, административного центра муниципалитета.

## Население
По результатам официальной переписи населения 2014 года в Сагвичио проживало 4 человека (3 мужчины и 1 женщина). В национальной структуре населения грузины составляли 100 %.
| Год  | Население, человек |
| ---- | ------------------ |
| 2002 | 32                 |
| 2014 | ↘ 4                |